# Уэлин-Хатфилд
Уэлин-Хатфилд (англ. Welwyn Hatfield) — район в графстве Хартфордшир на юго-востоке Англии. Район состоит из двух крупных городов Уэлин-Гарден-Сити и Хатфилд, а также из городов поменьше. В каждом из двух городов есть железнодорожная станция Магистрали восточного побережья. Район граничит на юге с Энфилдом.

## История
Район был образован 1 апреля 1974 года, в результате слияния городского округа Уэлин-Гарден-Сити с общинами Хатфилд и Уэлин. В 2005 году подавал петицию на получение почётного статуса боро Великобритании, которое было удовлетворено Тайным советом Великобритании 15 ноября 2005 года и в апреле 2006 года этот статус был официально присвоен.

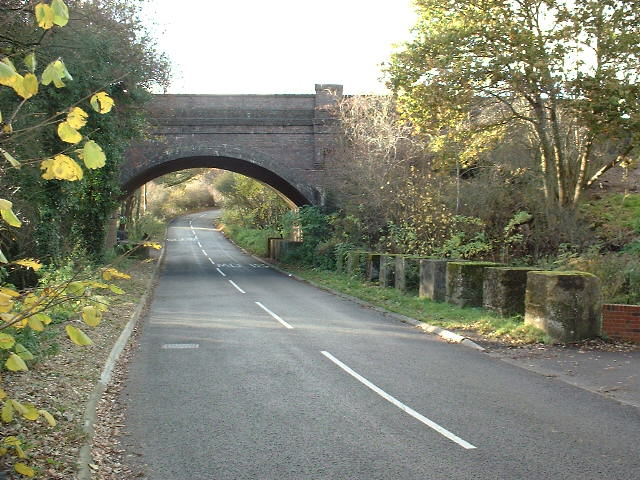